# エスペロ (フリゲート)
エスペロ（イタリア語: Espero, F 576）は、イタリア海軍のマエストラーレ級フリゲート7番艦。艦名は西風を意味するイタリア語に由来する。

## 艦歴
「エスペロ」は、リウーニティ造船リヴァ・トリゴソ造船所で建造され、1983年11月19日に進水、1985年5月4日に就役する。
近年は不朽の自由作戦のためにインド洋に展開しており、海上自衛隊から洋上補給も受けている。
2011年2月にはアタランタ作戦に参加しソマリア・アデン湾に展開している。